# جمعية كشافة توغو
جمعية كشافة توغو هي المنظمة الكشفية الوطنية من توغو، تأسست الحركة الكشفية في عام 1920، وأصبحت عضوا في المنظمة العالمية للحركة الكشفية في عام 1977. وشاركت الجمعية بالعديد من الأنشطة الكشفية التعليمية وتضم الجمعية 9727 عضو اعتبارا من عام 2011.